# Шенк, Кристиан
Кристиан Шенк (нем. Christian Schenk; род. 9 февраля 1965, Росток) — немецкий легкоатлет, специалист по многоборьям. Выступал за сборные ГДР и Германии по лёгкой атлетике в 1983—1993 годах, чемпион летних Олимпийских игр в Сеуле, бронзовый призёр чемпионатов мира и Европы, победитель Кубка Европы в командном зачёте.

## Биография
Кристиан Шенк родился 9 февраля 1965 года в городе Росток, ГДР.
Впервые заявил о себе в десятиборье на международном уровне в сезоне 1983 года, когда вошёл в состав восточногерманской национальной сборной и побывал на юниорском европейском первенстве в Швехате, откуда привёз награду серебряного достоинства.
В 1985 году на Кубке Европы по легкоатлетическим многоборьям в Крефельде занял четвёртое место в личном зачёте и вместе со своими соотечественниками стал вторым в мужском командном зачёте.
На Кубке Европы 1987 года в Базеле был пятым в личном зачёте, со сборной ГДР занял первое место командного зачёта. Принимал участие в чемпионате мира в Риме, где набрал 8304 очка и расположился в итоговом протоколе на пятой строке.
Благодаря череде удачных выступлений удостоился права защищать честь страны на летних Олимпийских играх 1988 года в Сеуле — с результатом в 8611 очков превзошёл всех соперников в десятиборье и завоевал золотую олимпийскую медаль. По итогам сезона был награждён орденом «За заслуги перед Отечеством» в золоте.
В 1989 году на Кубке Европы в Тёнсберге получил серебро в индивидуальном первенстве и золото в командном первенстве.
В 1990 году взял бронзу на чемпионате Европы в Сплите.
На Кубке Европы 1991 года в Хелмонде выиграл серебряную и золотую награды в личном и командном первенствах соответственно, тогда как на чемпионате мира в Токио добавил в послужной список награду бронзового достоинства.
Рассматривался в качестве кандидата на участие в Олимпийских играх 1992 года в Барселоне, однако из-за травмы в конечном счёте вынужден был пропустить эти соревнования.
В августе 1993 года на чемпионате мира в Штутгарте занял четвёртое место и установил свой личный рекорд в программе десятиборья, набрав в сумме всех дисциплин 8500 очков (девятый результат среди всех немецких многоборцев в истории).
Завершив спортивную карьеру, занимался бизнесом, общественной и благотворительной деятельностью.
В вышедшей в 2018 году автобиографии «Трещина: моя жизнь между гимном и адом» Шенк признаётся в использовании допинга в ходе своей спортивной карьеры, в частности анаболического стероида хлородегидрометилтестостерон. Он также не исключает, что применение запрещённых веществ могло негативно сказаться на его здоровье — спортсмен страдал от сильной депрессии и биполярного расстройства. Международный олимпийский комитет отнёсся к добровольному признанию с благодарностью, назвав произошедшее положительным сигналом в спорте, и за давностью лет не стал лишать его золотой олимпийской медали.